# بيرديكاس الأول المقدوني
بيرديكاس الأول المقدوني (باليونانية القديمة:Περδίκκας Α`) كان الملك الرابع لمملكة مقدونيا القديمة خلف الملك تيريماس المقدوني على عرش مقدونيا والذي طبقا لبعض المصادر يكون والده، حكم من العام 670 قبل الميلاد إلى 652 قبل الميلاد.

## هيرودوت
وبحسب المؤرخ هيرودوت فبيرديكاس من سلالة الملك تيمينوس من أرغوس وهو مؤسس الدولة المقدونية والأسرة الملكية المقدونية. أي أنه أول ملوك مقدونيا (وذلك بحسب هيرودوت) وكانت نقطة بداية تأسيسه الدولة المقدونية مدينة كانت تسمى أيجة (حاليا تسمى فيرجينا) حكم من العام 727 / 6 قبل الميلاد إلى 676 / 5 قبل الميلاد (وذلك بحسب هيرودوت).

## قصة بيرديكاس
جاء في الميثولوجيا الإغريقية بأن بيرديكاس وشقيقيه غاوانيس وأويروبوس من أرغوس اضطروا للهرب إلى إليريا ووصلوا إلى ليبايا بلاط ملك مقدونيا. حيث استقبلهم الملك ووظفهم عنده في البلاط ولأن الملك كان شديد الفقر فقد كانت زوجته هي التي تهتم بتحضير الطعام للبلاط، وفي يوم من الأيام قامت الزوجة وخبزت للأشقاء خبزا ولكنها لم تنتبه بأن الخبز الذي خبزته لبيرديكاس كان أكبر بمرتين عن خبز شقيقيه والأمر الذي أخبرته لزوجها الملك فيما بعد والذي سارع وطلب من الأشقاء الثلاثة ترك البلاط وقبل أن بقوم الثلاثة بترك البلاط طالبوا الملك بأجرهم فقال الملك لهم أجركم هو المكان الذي تتلاقى فيه أشعة الشمس مع الأرض الرخوة فأخرج بيرديكاس السكين وأخذ يُقطع أرضية الغرفة بشكل شعاعي وذلك بحسب ضوء الشمس المتساقط على الأرضية. خرج الإخوة ببعدها من بلاط الملك واتجهوا إلى ميديا والتي منها انطلقوا واحتلوا مقدونيا

## وصية بيرديكاس
طلب بيرديكاس من ابنه أرغايوس أن يقوم حين وفاته بدفنه في أرض أيجة وقال له ما دامت الملوك تدفن في هذه الأرض ستبقى الملكية في أسرتنا وهنا. بعد وفاة بيرديكاس خلفه ابنه أرغايوس الأول المقدوني على عرش مقدونيا